# 萬民寶塔
萬民寶塔位於四川省南充市西充縣，文物遺址年代判定為清。2012年7月16日公佈為第八批四川省文物保護單位。
萬民寶塔位於四川省南充市西充縣紫岩鄉油井寺村4組塔子山上，據清《西充縣誌》記載，該塔建於乾隆四十六年（1781），系油井寺僧人募捐修建而戚。該塔為四方形七層樓閣式中空石塔，坐西向東，通高12.7公尺。塔內中空，有石階可盤旋而上。塔身內外保存有大量浮雕團龍、團鳳、文昌、鳳凰、菩薩及天王像。塔刹為葫蘆寶珠頂。1994年，萬民寶塔被南充市人民政府公佈為市級文物保護單位。